# Пятнистая лягушка
Пятнистая лягушка (Rana pretiosa) — вид земноводных из семейства настоящих лягушек.
Общая длина достигает 4—10 см. Наблюдается половой диморфизм: самка крупнее самца. По своему строению похожа на других представителей своего рода. Окраска колеблется от зелёного до коричневого цвета с чёрными пятнами на голове и спине. Отсюда происходит название этого земноводного.
Любит долины рек, сухие долины, междуречье. Значительное время держится в воде. Встречается на высоте от 20 до 1570 метров над уровнем моря. Довольно устойчива к низким температурам, более требовательна к влажности. Способна во время дождей преодолевать большие расстояния. Активна днем. Питается личинками чешуекрылых, улитками, мокрицами. Головастики употребляют гниющую растительность.
Спаривание и размножение происходит в воде. Самка в конце февраля — начале марта откладывает на мели. В одном месте могут откладывать несколько самок. Общая численность такой кладки составляет от 598 до 643 яйца. Через 18—30 дней появляются головастики. Метаморфоз длится от 95 до 130 суток (зависимости от температуры воды).
Живёт в штатах Орегон, Вашингтон, Калифорния (США) и провинции Британская Колумбия (Канада).